# Леон, Жарик
Жарик Лео́н (исп. Zharick León; 17 ноября 1974, Картахена, Колумбия) — колумбийская актриса.

## Биография
Жарик Леон родилась 17 ноября 1974 года в Картахене. В Боготу она приехала впервые как сотрудник журнала «Non + Ultra». Вскоре Жарик решила стать актрисой. Сначала её приглашали на роли лишь за её внешние данные, что очень раздражало Жарик. Но это время давно прошло, Жарик доказала свой актёрский талант и работоспособность. Она не боится рисковать. После исполнения главной роли в сериале «A donde va Soledad» (2000) Жарик соглашается на второстепенную роль Росарио Монтес в сериале «Тайная страсть». Для этого она отправилась в Майами и победила на кастинге более опытных актрис.

Жарик Леон замужем за актёром Мартином Карпаном. 8 июля 2008 года у них родился сын Лусиано.

## Сериалы
- «Hombres» (1996)
- «Dos mujeres» (1997) — Каролина Урданета
- «Amor en forma» (1998) — Виктория
- «Rosas de Atardecer»
- «Me llaman Lolita» (1999) — Маргарита
- «A donde va Soledad» (2000) — Соледад Ривас
- «No renuncies Salome» (2003) — Лаура
- «Тайная страсть» (Колумбия,2003) — Росарио Монтес
- «Dora, la celadora» (2004) — Дора
- «El baile de la vida» (2005) — Лина Фореро
- «La viuda de Blanco» (2006)
- «Sobregiro de Amor» (2007) — Лилиана Эрера
- «Alborada carmesi» (2009) — Наталия

## Премии
- В 2005 году получила Colombian Television Award как лучшая актриса за роль в сериале «Dora, la celadora» (2002).